# 忍者刺客
《忍者刺客》（英語：Ninja Assassin）是2009年11月25日在美国上映的动作片。

## 剧情
忍者躲在黑暗中伺機而動，只要出手必定致命。小角（Ozunu）一族是一個神秘組織，專門接受委託並收取黃金作為報酬，獵殺名單包含各國政要和政客，以裝有黑色沙的信封為獵殺宣告，嚴重危害世界和平，這個神秘组織的總部位於日本深山裡，從來沒有人知曉他們的存在。雷藏(REIZO)是一個孤兒，從小就被網羅到了小角家，精通忍者組織中的各種殺人技巧，被認為是组織中不可多得的人才，但是忍者宗主的残暴和暴虐，使得他心靈蒙上了陰影。青年雷藏成為忍者後，他與一族中的女忍者桐子(Kiriko)墜入情網，兩人為獲自由而計畫出逃，翻牆之際因雷藏的臨時膽怯而各自分別，桐子出逃後被組織迅速抓回。小角組織為了斷絕雷藏的人性，讓他徹底成為小角組織的人形工具，在眾目睽睽之下，宗主小角指示同門師兄武(Takeshi，袁瑞克飾)將桐子殺害，雷藏由此憤恨在心，為後續背離小角組織埋下伏筆，在雷藏接獲新任務刺殺金錶壯漢過程，其已對組織感到質疑，後獵殺成功宗主小角為其接風時，要求雷藏親手殺死叛逃者，雷藏正式叛變並以鎖鏈刃割瞎宗主眼睛，小角組織自此將其列為暗殺名單，不停地派出忍者追殺。正好此時歐洲女警米卡·克莱蒂和同伴在追踪政客被暗殺的事件，得知背後有一個神秘忍者組織，調查過程裡，米卡與雷藏成為彼此信任的朋友。最後在米卡及其上司的幫助下，雷藏殺回組織內部，肅清罪惡，體悟到因當時翻牆膽怯而未獲得的自由。

## 演员
- 郑智薰 出演 雷藏。忍者家族最出色的忍者
- 李準 出演 少年雷藏。雷藏少年時期。
- 娜欧蜜·哈瑞丝 出演 密卡·克莱蒂。欧洲警察。
- 袁瑞克出演 師兄武。忍者家族對首領小角最忠心的忍者。一直忌妒雷藏才能。
- 小杉正一出演 首領小角。小角一族的忍者宗主。從世界各地領養小孩。並將他們教導成忍者。

## 制作
电影拍摄期间，郑智薰借着对已故母亲的怀念苦苦熬过了艰苦的训练生活。为了拍摄该片，他也曾一年没有喝酒。

## 票房
郑智薰的电影在中國山东省获得了满满的票房，被聘为“山东省形象大使”。
电影在香港的票房排行第三名。

## 社会影响
忍者刺客是一部沉默暗杀的片子，但是剧中声音过于喧嚣，显得吵闹。